# Площинна ерозія
Площи́нна ерозія (або площи́нний змив) — явище змиву ґрунтів під впливом схилових потоків. Спостерігається в основному на крутих та спадистих схилах при випадінні зливових дощів або під час інтенсивного танення снігу, поділяючись на дощову та снігову ерозію. Першим етапом дощової площинної ерозії є руйнування ґрунтової структури під дією падаючих дощових крапель. Якщо ґрунт на здатний швидко всмоктати воду, вона утворює схилові потоки, що здатні переміщати частки ґрунту та ґрунтові агрегати на значні відстані вниз по схилу.
Внаслідок площинної ерозії руйнується структура і зменшується потужність ґрунтів, вони втрачають гумус та поживні речовини. В свою чергу, це призводить до погіршення агрономічних властивостей ґрунтів, зменшення їхньої родючості.
Змиті частки ґрунтів, разом з гумусом, органічними речовинами, залишками добрив та отрутохімікатів можуть потрапляти у водойми та водотоки, спричиняючи їхнє замулення, забруднення та евтрофікацію.
Чинниками, що сприяють розвитку площинної ерозії, є значна крутизна та довжина схилів, нестійка ґрунтова структура, особливості клімату (часте випадання інтенсивних зливових дощів), нерозвинутий рослинний покрив. Для детального розрахунку інтенсивності та площі поширення площинної ерозії розроблено спеціальні формули та моделі.
Для попередження розвитку площинної ерозії необхідно уникати вирощування на крутих і довгих схилах просапних культур, які слабо захищають ґрунт від змиву. Також вживають ряд агротехнічних, гідротехнічних, меліоративних заходів (оранка вздовж схилу, терасування схилів, снігозатримання, мульчування тощо).